# Sphenophryne miniafia
Sphenophryne miniafia là một loài không đuôi thuộc họ Nhái bầu. Đây là loài đặc hữu của Papua New Guinea. Sinh cảnh tự nhiên của loài này là rừng ẩm ướt núi giữa.

## Mô tả
Con mới sinh của loài này có mõm tương đối dài hơn, mắt to hơn và đầu rộng hơn con trưởng thành.